# Église Saint-Ouen de Périers-sur-le-Dan
Pour les articles homonymes, voir Église Saint-Ouen.
L'église Saint-Ouen est une église catholique partiellement en ruine située à Périers-sur-le-Dan, dans le département du Calvados, en France.

## Localisation
L'église est située à l'est du bourg de Périers-sur-le-Dan, en région Normandie.

## Historique
L'édifice est classé au titre des monuments historiques depuis le 7 décembre 1914.
Le site de l'église de Périers-sur-le-Dan contient les vestiges d'un habitat datant des époques mérovingienne et carolingienne. Mais l'origine de l'église remonte au VIIIe siècle. Elle doit son nom à saint Ouen qui fut évêque de Rouen de 640 à 684 après avoir joué un rôle important à la cour du roi Dagobert. Après sa mort, ses reliques eurent la réputation de provoquer des miracles.
Le premier bâtiment dont les murs étaient appareillés en arête-de-poisson fut détruit au IXe siècle, période de grands raids normands. Au XIe siècle, après la conquête de l'Angleterre en 1066 les Normands construisirent de nombreuses églises et monastères grâce aux richesses rapportées d'Outre-Manche. L'église Saint-Ouen fut rebâtie à cette époque et agrandie d'un collatéral accolé au nord de la nef. Son toit en charpente fut recouvert d'ardoises vertes du Cotentin.
Au XIIIe siècle, le chœur de l'église fut reconstruit dans le style gothique qui s'immisça aussi dans la nef par quelques éléments comme la porte tréflée percée dans le mur sud et la crédence trilobée aménagée dans ce même mur.
Au XIVe siècle, des fresques représentant la vie de saint Ouen furent peintes sur les murs du chœur. La Normandie souffrit particulièrement pendant la guerre de Cent Ans de 1337 à 1453. L’église tomba en ruines. Après la fin des hostilités, le bas-côté devenu inutile fut démoli et le mur de séparation comblé. Seule une arcade fut conservée avec ses deux colonnes et chapiteaux. L'édifice fut recouvert de tuiles rouges.
Vers le milieu du XVIe siècle, la religion réformée s'imposa dans le village. L'église se transforma en temple de 1557 à 1577. Mais à la faveur de la Contre-Réforme, l’église fut réinvestie par les Catholiques qui, trop peu nombreux, abandonnèrent l’usage de la nef. Un grand maître-autel fut construit au XVIIe siècle et les fresques recouvertes d’un badigeon blanc.
En 1791, le curé réfractaire dut s’enfuir et la paroisse fut rattachée à Mathieu, localité voisine.
En 1914, le bâtiment fut classé Monument Historique. Des fouilles effectuées en 1929 puis en 1970 permirent de dater certaines parties de l’édifice et découvrirent des vestiges mérovingiens à proximité du site.
Dans les années 1980-1981, des travaux de consolidation et restauration permirent la réouverture du chœur pour la fête de la Saint-Ouen et les journées du patrimoine.

## Architecture
L’église est orientée nord-ouest, sud-est. Le chœur restauré est entièrement clos.
De la nef  il ne reste que les murs. Au nord-ouest le mur pignon entièrement appareillé en  arête-de-poisson est percé d’une petite porte rectangulaire dont le linteau supporte un arc de décharge en plein cintre. La petite fenêtre romane au-dessus de la porte date du XIe siècle. Elle est très étroite pour donner moins de prise au  vent, tandis que l'ébrasement vers l'intérieur est destiné à laisser entrer plus de lumière. Et si son linteau n'est constitué que d'une seule pierre taillée en demi-cercle, il est protégé par-derrière, côté intérieur, par un arc de décharge .

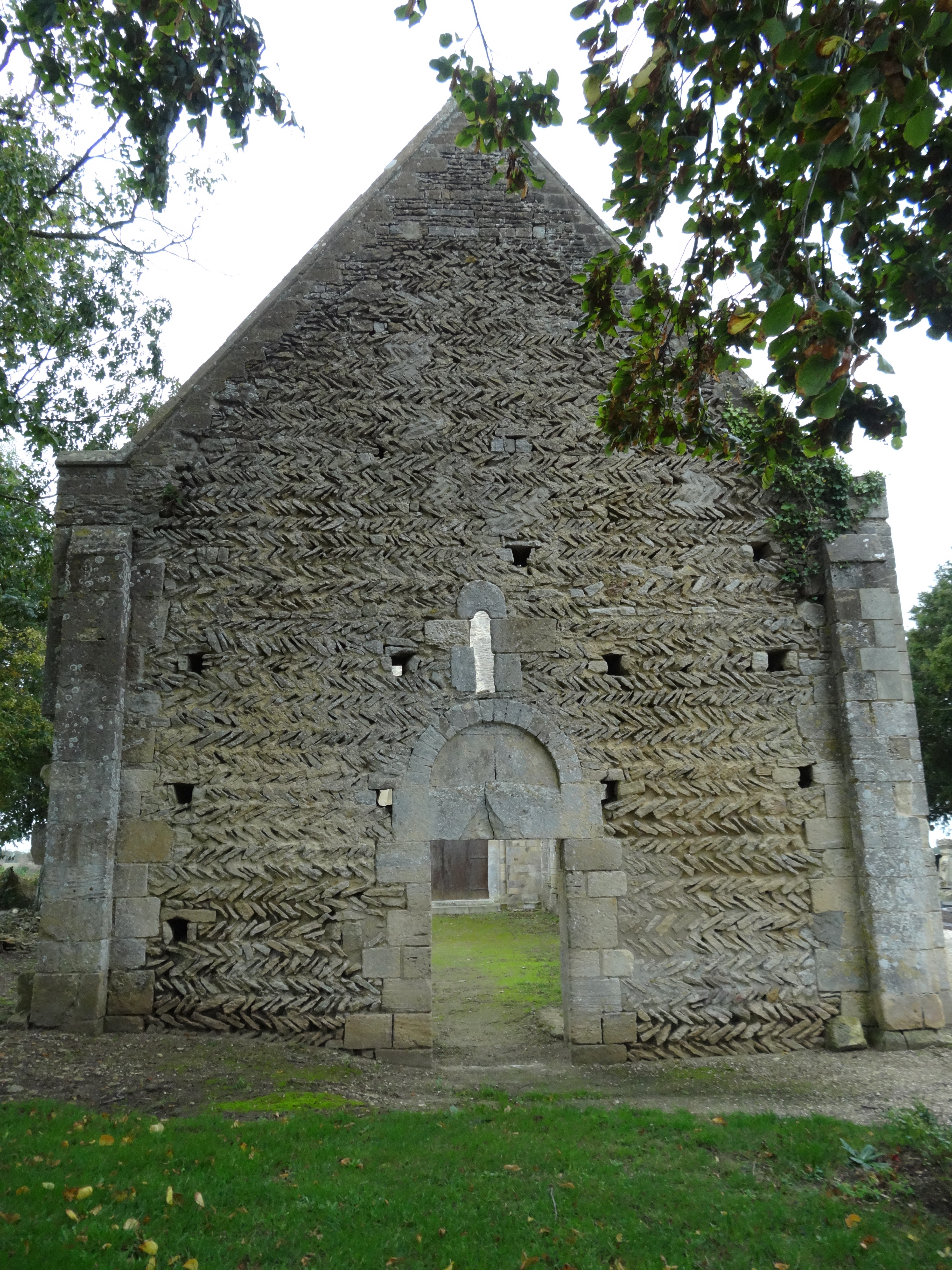
Façade occidentale, fenêtre et porte romanes. Le mur est appareillé en arête-de-poisson.
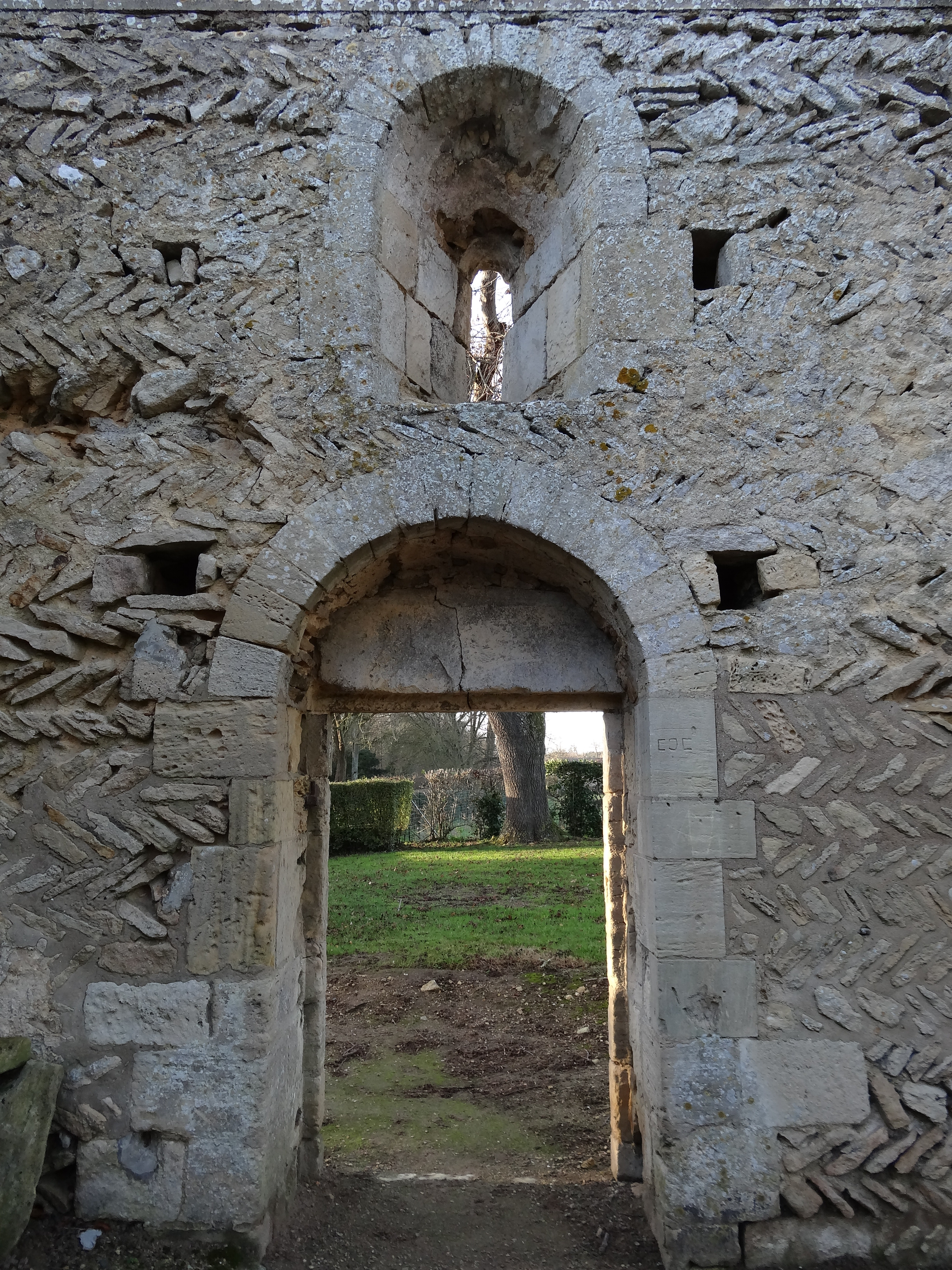
Ébrasement vers l'intérieur de la fenêtre romane.
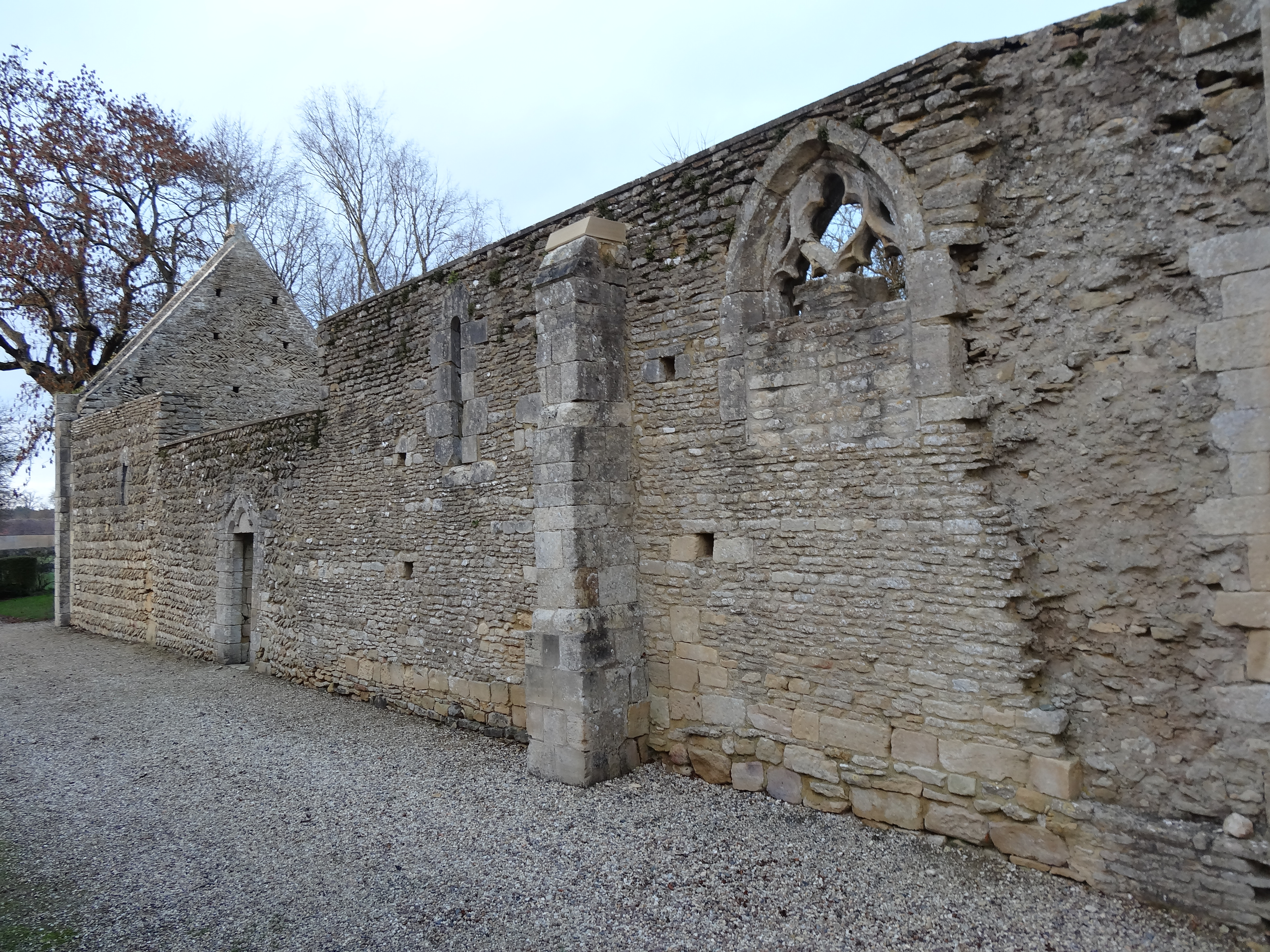
Mur sud de la nef vu de l'extérieur.
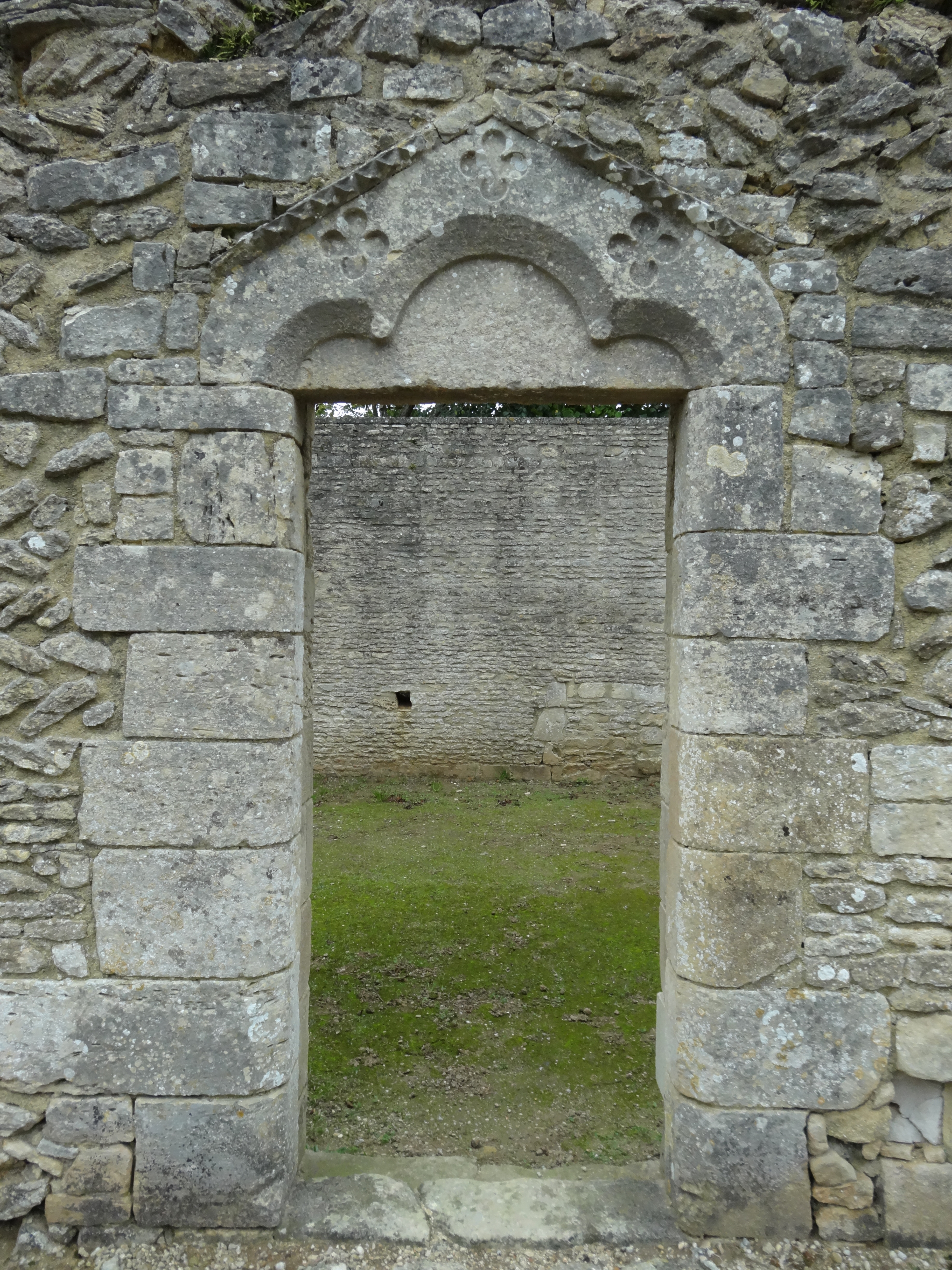
Cette porte du XIIIe siècle est rectangulaire et surmontée d'un arc en mitre trilobé incrusté de trois trèfles à quatre feuilles.

Dans le mur sud également en arête-de-poisson on peut voir de gauche à droite à l’extérieur de la nef :
- une fenêtre romane semblable à celle du mur pignon et du XIe siècle également.
- une porte du XIIIe siècle dont l’arc brisé est décoré de trèfles à quatre feuilles[9]. Le mur est alors appareillé différemment. L’arête-de-poisson disparaît, remplacé par des petits moellons avec de loin en loin de plus grosses pierres, le tout disposé horizontalement. Cette partie du mur est percée successivement :
- d’une fenêtre cintrée du XIIe siècle très semblable à celles du XIe siècle mais plus haute.
- D’une fenêtre à meneaux de style gothique percée au XIVe  ou XVe siècle. Entre ces deux baies un contrefort renforcé au XVe siècle.

Côté intérieur de la nef on peut voir dans ce même mur sud une crédence gothique du XIIIe siècle sous la baie à meneaux et une petite niche de style roman.

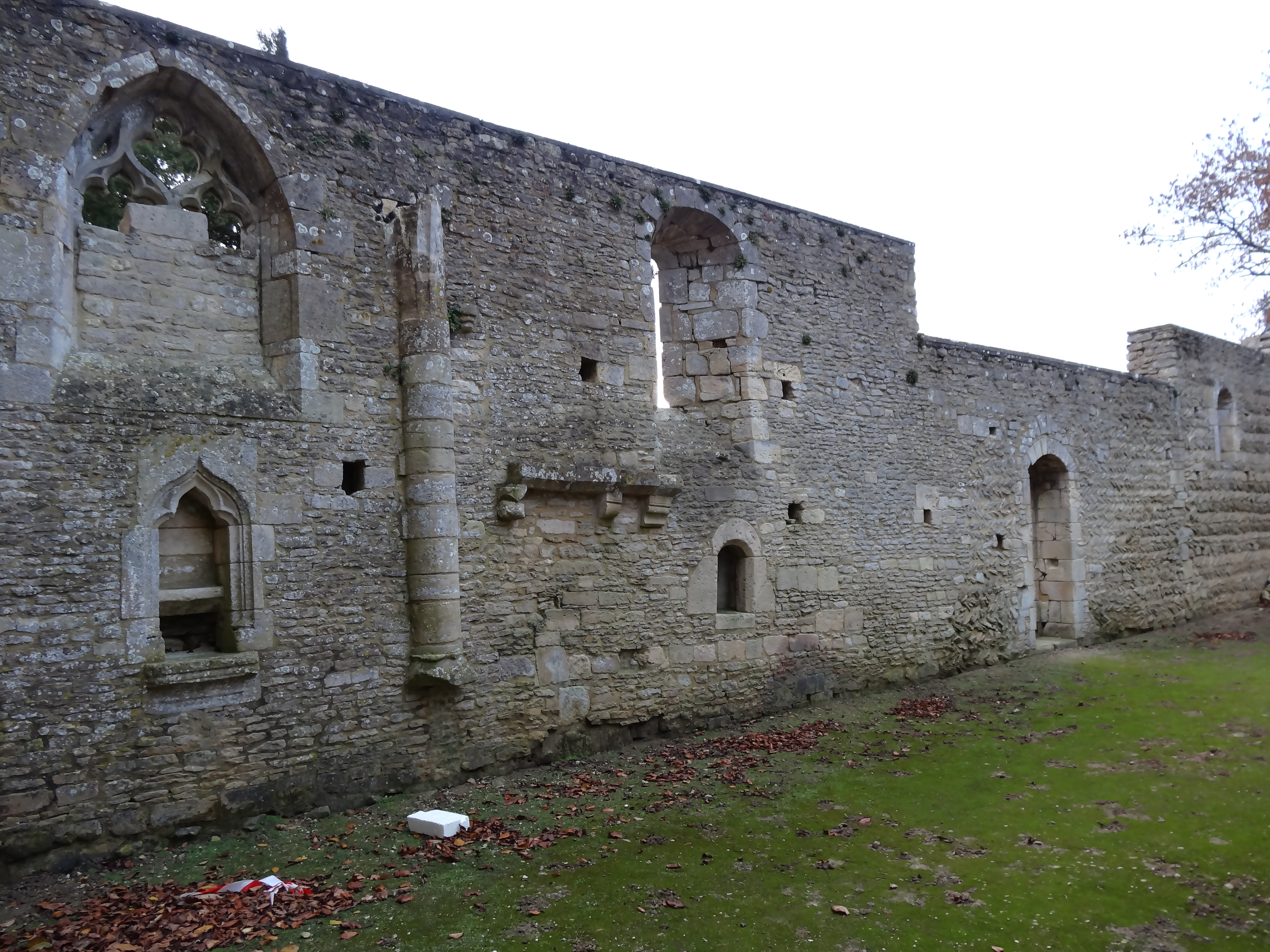
Mur sud de la nef vu de l'intérieur
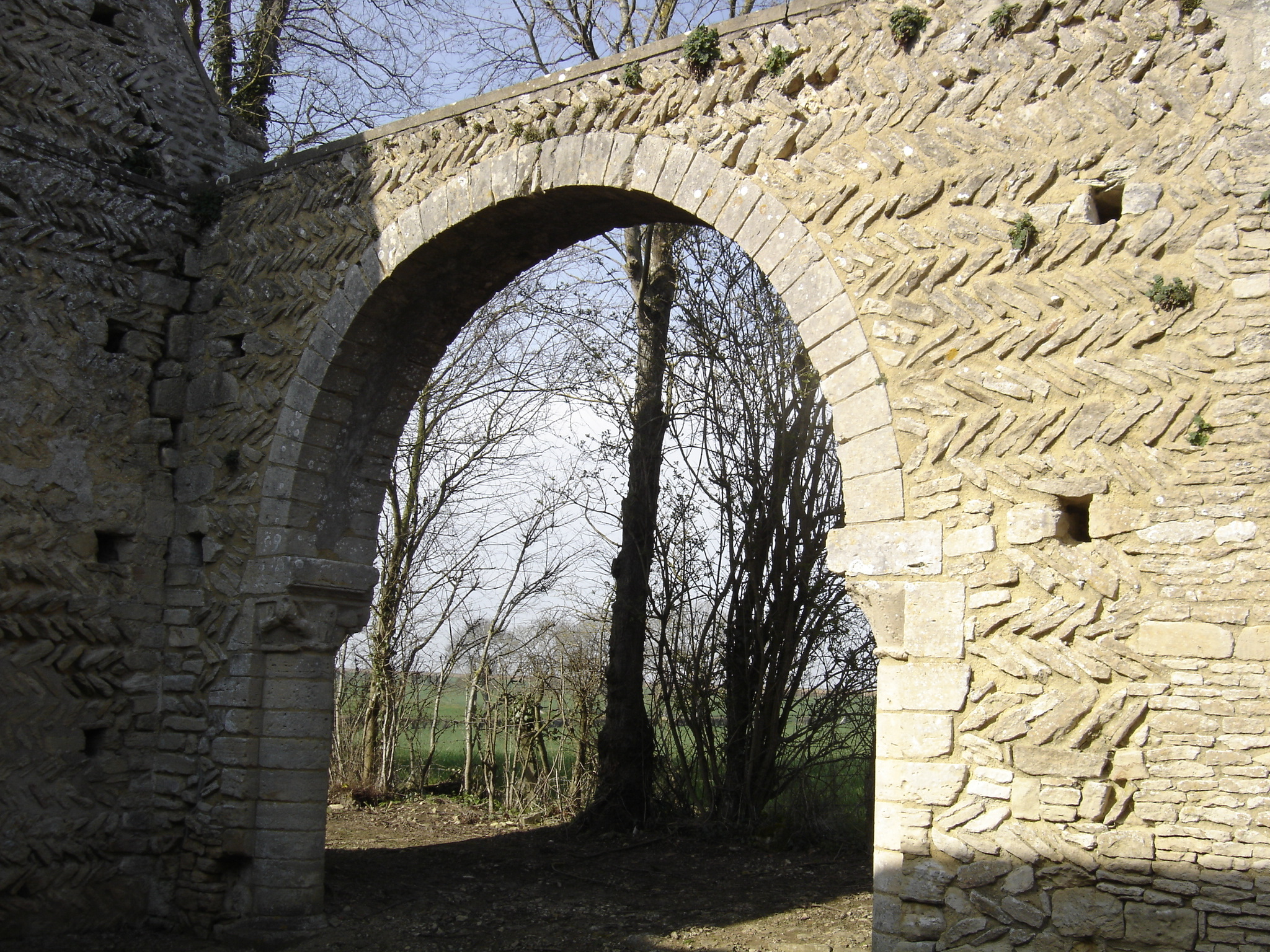
Arcade du XIe siècle.
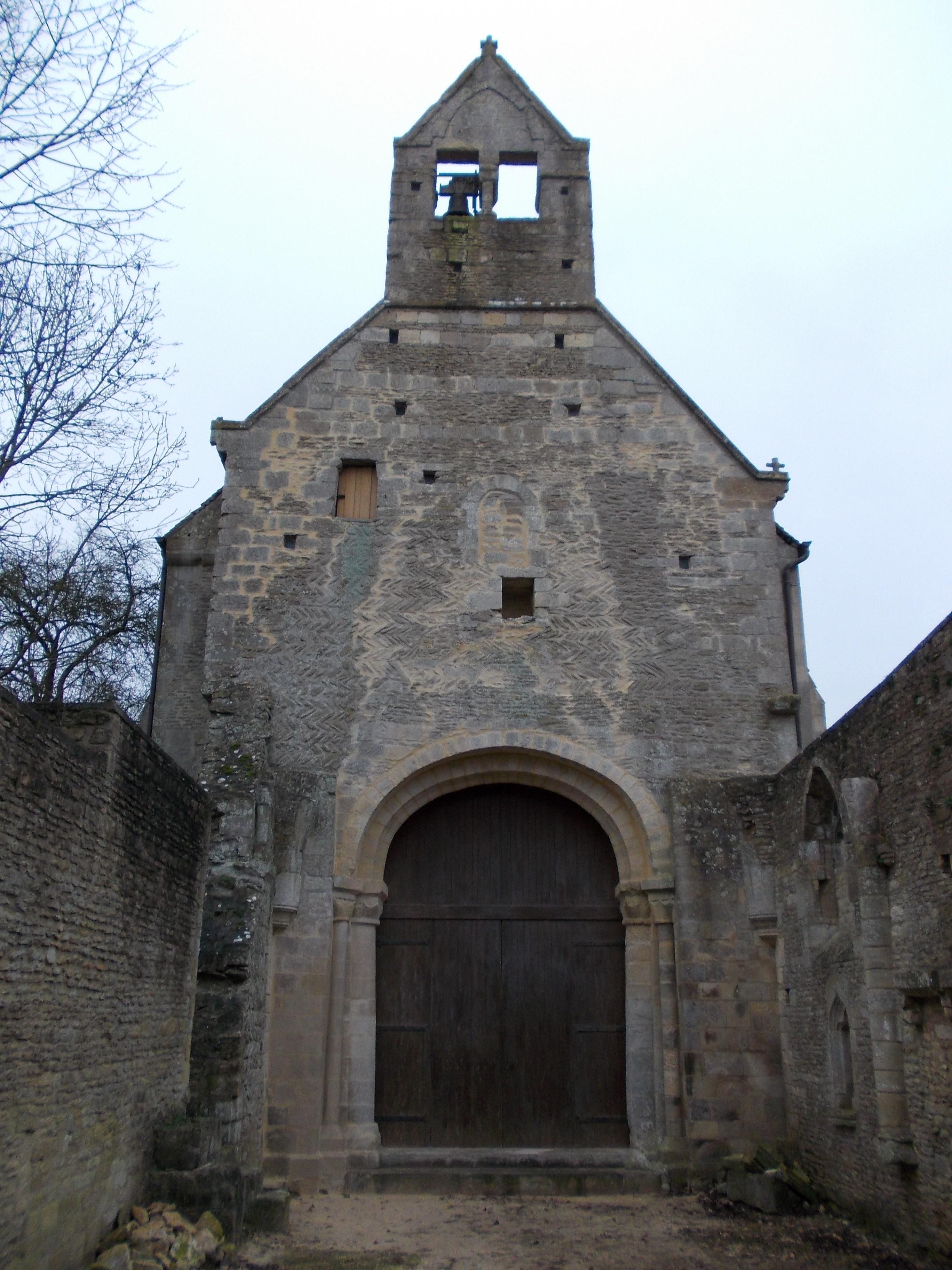
Arc triomphal transformé en mur-pignon du chœur. À gauche, on voit les premières marches de l'escalier qui montait aux combles.

Le mur nord de la nef est percé d’une grande arcade du XIe siècle qui s’ouvrait sur un bas-côté tombé en ruines au XIVe ou XVe siècle. L’unique rangée de claveaux de cette arcade repose de part et d’autre sur un chapiteau soutenu par une grosse colonne engagée. Près de l’arc triomphal le mur est coupé par les vestiges d’un escalier à vis qui montait vers les combles.
Entre nef et chœur l’arc triomphal fermé depuis 1981 par une porte massive sert de mur pignon pour le chœur. L’arcade comporte deux rouleaux dont l'un est orné d'un tore et des demi-colonnes qui supportent des chapiteaux du début du XIIe siècle sculptés de godrons. Elle est encadrée par deux culs de lampe qui soutenaient la voûte de la dernière travée de la nef.
Au-dessus de l’arcade on voit deux ouvertures dont la plus ancienne datant du XIe siècle est bouchée. Elles servaient à faire communiquer les combles de la nef et du chœur. Le clocher mur était destiné à recevoir deux cloches.

### Le chœur
Entièrement reconstruit au XIIIe siècle, le chœur est de style gothique avec ses hautes fenêtres en lancettes insérées entre les contreforts. Seule la fenêtre du chevet droit est encadrée par de minces colonnettes. Une frise de dents-de-scie court sous la toiture. Un clocher à arcades couronne le mur pignon côté ouest. Ce chœur comporte trois travées voûtées d’ogives qui retombent sur de fines colonnes aux chapiteaux élancés.
Il abrite un ensemble autel et retable du début du XVIIe siècle dont la majeure partie est en pierre blanche. Quatre colonnes cannelées et jumelées à chapiteaux corinthiens soutiennent un fronton cintré brisé au centre duquel un édicule à niche abrite un Christ ressuscité. Au centre un grand tableau représentant l'adoration des Mages porte les armes de la famille Le Sens surmontées d'un chapeau ecclésiastique comme celui de Gédéon Le Sens nommé prêtre de la paroisse en 1642. De chaque côté de cet ensemble, un amortissement de pierre couronné d'un pot à feu orne le haut de chacune des portes qui mènent à la sacristie, simple couloir derrière l'autel.
Les peintures murales découvertes en 1882, restaurées de 2003 à 2006 datent du XIIIe pour les plus anciennes. Elles recouvraient les parties inférieures de tous les murs d’un réseau d’arcatures entrecroisées surmonté d’une large frise dans les tons jaune et rouge et dans la partie supérieure un faux appareil à double joint rouge. Entre ces deux parties, des scènes de la vie de saint Ouen ont été peintes au XIVe siècle sur les murs nord et sud. Similairement quatre scènes où saint Ouen n'apparaît pas sont représentées sur le mur est. Il n’existe que très peu d’églises ayant conservé des peintures murales aussi anciennes et avec cette lisibilité en Normandie.

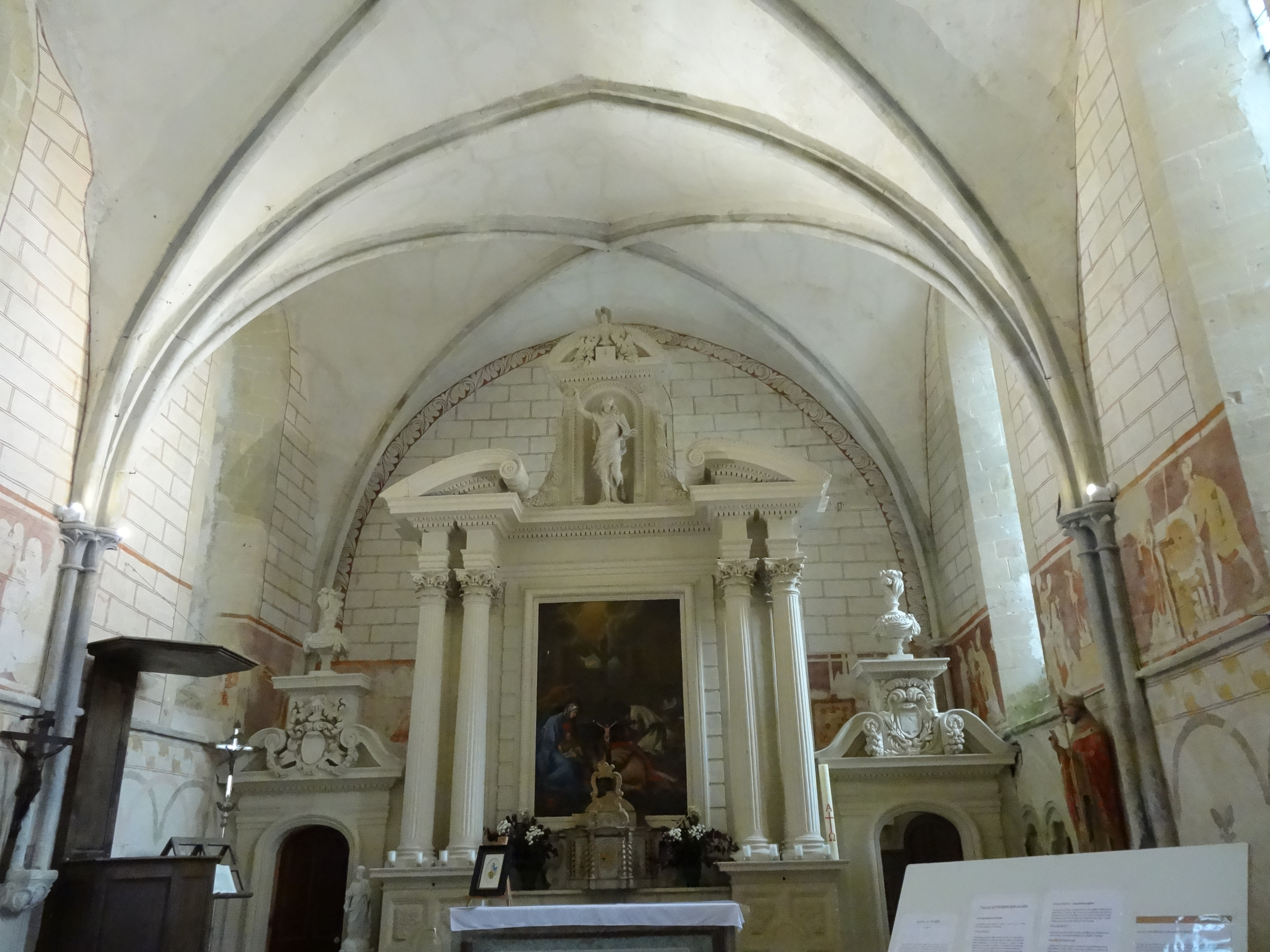
Le chœur de l'église et le retable du XVIIe siècle.
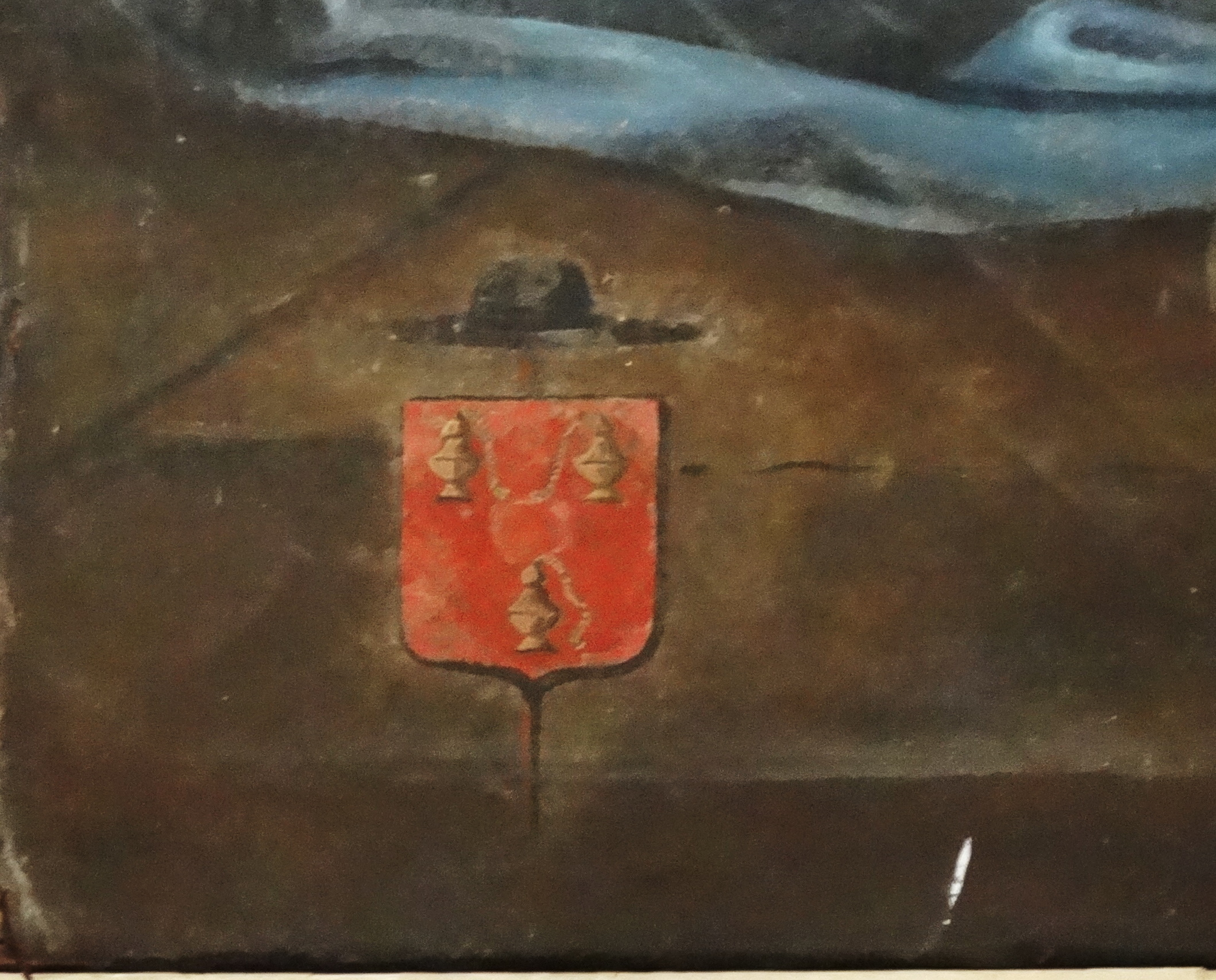
Armes de la famille Le Sens surmontées d'un chapeau d'ecclésiastique, apposées sur le tableau du retable du XVIIe siècle.
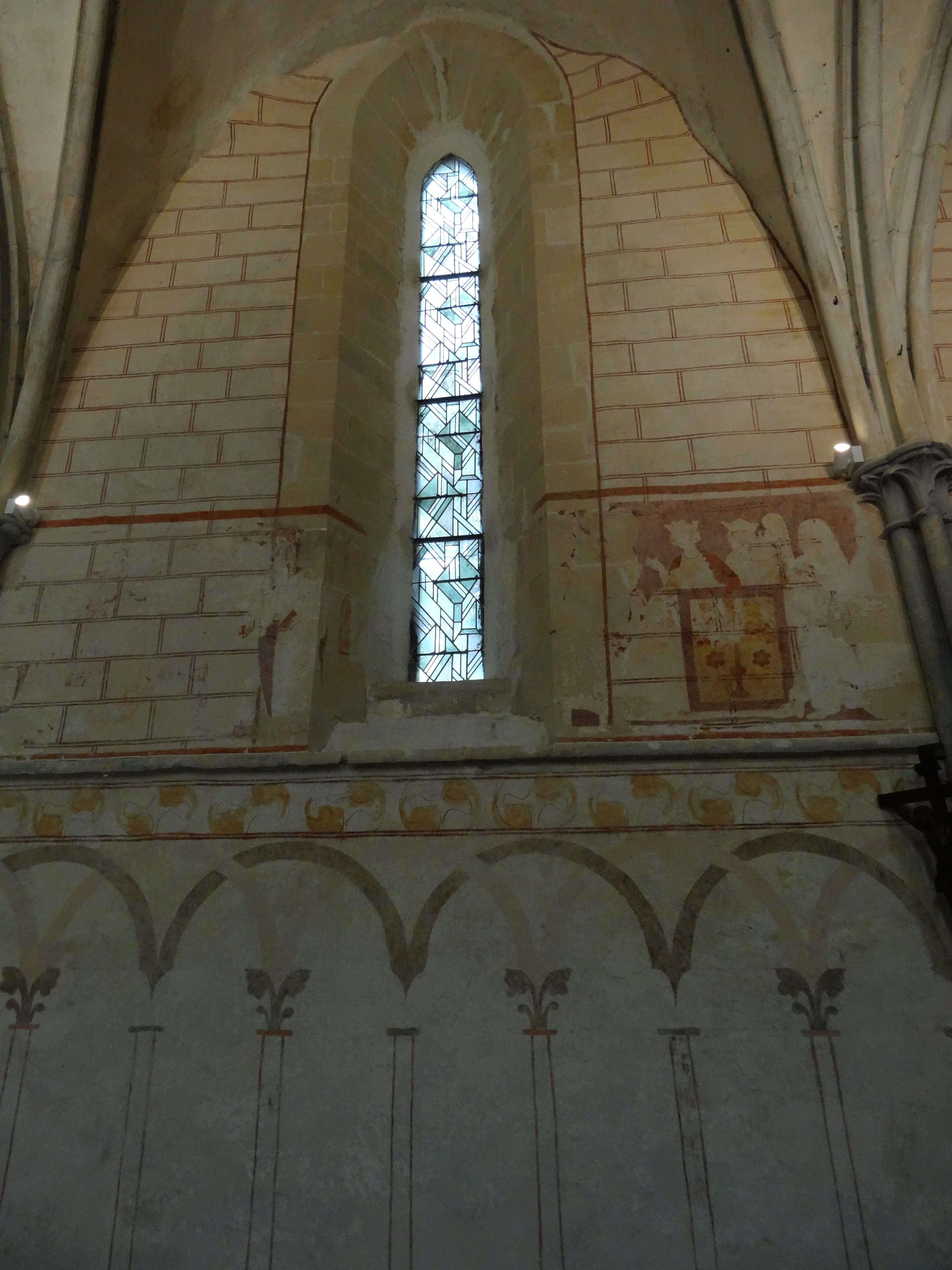
Travée centrale du mur nord avec de bas en haut: les arcades entrecroisées, une frise ornementale, une fresque partiellement reconstituée et un faux appareil en rouge brique.
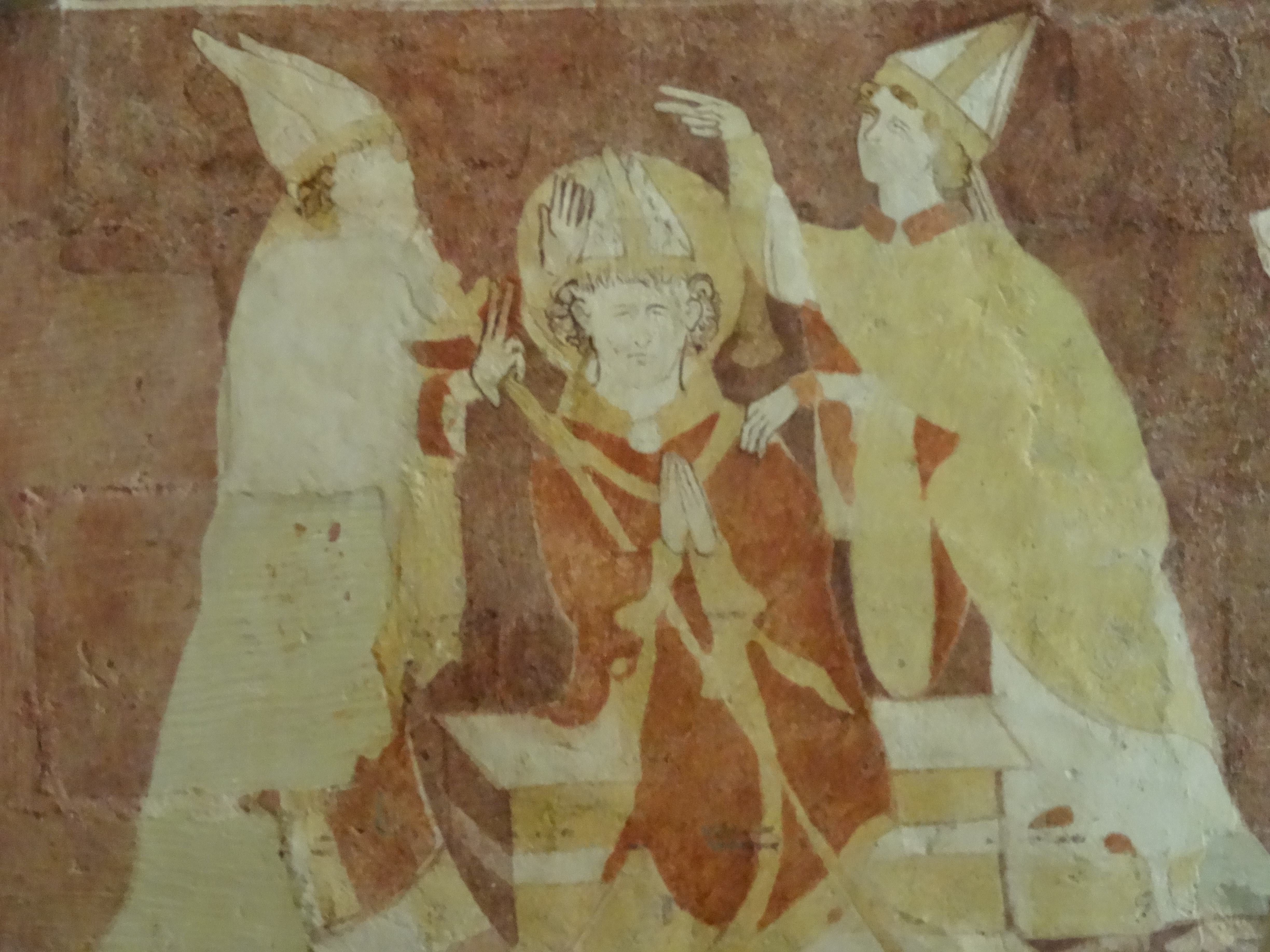
Consécration de saint Ouen par deux évêques.